# Heartbeat (album de Ryuichi Sakamoto)
Pour les articles homonymes, voir Heartbeat.
Heartbeat est un album de musique de Ryuichi Sakamoto sorti en 1992.

## Invités
Ont été invités sur cet album :
- John Lurie
- Ingrid Chavez
- Marco Prince
- Arto Lindsay
- Bill Frisell
- Youssou N'Dour
- David Sylvian
- John Cage
- Jungle DJ Towa Towa

## Liste des pistes
| No  | Titre                                                            | Durée |
| --- | ---------------------------------------------------------------- | ----- |
| 1.  | Heartbeat                                                        |       |
| 2.  | Rap The World                                                    |       |
| 3.  | Triste                                                           |       |
| 4.  | Lulu                                                             |       |
| 5.  | High Tide                                                        |       |
| 6.  | Song Lines                                                       |       |
| 7.  | Nuages                                                           |       |
| 8.  | Sayonara                                                         |       |
| 9.  | Borom Gal                                                        |       |
| 10. | Epilogue                                                         |       |
| 11. | Heartbeat (Tainai Kaiki II) :: Heartbeat (Returning To The Womb) |       |
| 12. | Cloud Number 9                                                   |       |